# Idiocerus sasakii
Idiocerus sasakii är en insektsart som beskrevs av Hajime Ishihara 1955. Idiocerus sasakii ingår i släktet Idiocerus och familjen dvärgstritar. Inga underarter finns listade i Catalogue of Life.